# اولگا اوروزکو
اولگا اوروزکو (اسپانیایی: Olga Orozco‎؛ زاده ۱۷ مارس ۱۹۲۰ – درگذشته ۱۵ اوت ۱۹۹۹) با نام واقعی اولیگا نئومی گوگلیوتا (Olga Noemí Gugliotta) یک شاعر اهل آرژانتین بود. او افزون بر شعر در نویسندگی، روزنامه‌نگاری، ترجمه و فیلم‌نامه‌نویسی نیز فعالیت داشته‌است. وی با ۱۸ جلد کتاب چاپ شده، به عنوان چهره محوری شعر آرژانتین و آمریکای لاتین در دهه ۱۹۴۰ در نظر گرفته می‌شود.

## زندگی‌نامه
اولگا نیلدا گوگلیوتا اوروزکو در ۱۷ مارس سال ۱۹۲۰ در تووی، یک شهر کوچک در مرکز آرژانتین بدنیا آمد. اوروزکو از آغاز به شعر علاقه داشت و به تحصیل ادبیات در دانشگاه بوئنوس آیرس پرداخت. او نخستین کار خود را با موفقیت در مجله ادبیات «کانتو» (Canto) منتشر کرد، و در میان گروهی از هم‌اندیشان و نویسندگان شرکت خلاق پیدا کرد که از آنها با عنوان "نسل ۴۰" یاد می‌شود. در سال ۱۹۴۶، او نخستین کتاب شعر خود را با عنوان «از دور» (Desde lejos) منتشر کرد، که نوید یک دوره پربار و خلاق را می‌داد که ده‌ها سال طول کشید و جایگاه او را در میان شاعران بزرگ آرژانتین تقویت کرد. کار او با احساس جادو و معنویت مشخص می‌شود و ابعاد ممکن را فراتر از دنیای جسمی روزمره می‌برد.

## جوایز
اوروزکو جوایز چشمگیر بسیاری را برنده شد از جمله در سال ۱۹۹۸ جایزه ادبی FIL (جایزه خوان رولفو برای ادبیات آمریکای لاتین و کارائیب) یکی از معتبرترین افتخارات ادبیات آمریکای لاتین و کارائیب را در زبانهای عاشقانه دریافت کرد.

## یادواره
موتور جستجوی گوگل روز ۱۷ مارس ۲۰۲۰ لوگوی گوگل دودل خود را به مناسبت صدمین سالگرد تولد او تغییر داد.